# Співає Тріо Маренич (альбом, 1979)
Співає Тріо Мареничів (рос. Поет Трио Маренич) — студійний альбом українського ВІА «Тріо Маренич», виданий у 1979 році.

## Список композицій
1-ша сторона

Українські народні пісні

1. Ой у гаю при Дунаю (обробка А. Маренич) — 3:57

2. Сиджу я край віконечка (обр. С. Маренич) — 2:38

3. Посилала мене мати (обр. С. Маренич) — 2:47

4. Вже сонце низенько (обр. В. Маренича) — 4:47

5. Несе Галя воду (обр. А. Маренич) — 3:43

6. Бодай ся когут знудив (обр. В. Маренича) — 2:16

2-га сторона

1. Тиша навкруги (муз. і сл. О. Богачука) — 3:12

2. Чом ти не прийшов (українська нар. пісня, обр. В. Маренича) — 3:44

3. Ой під вишнею (укр. нар. пісня, обр. А. Маренич) — 2:03

4. Місяць і зіроньки (українська нар. пісня, обр. А. Маренич) — 2:11

5. Люби (В. Кушнірчук — А. Певко) — 4:41

6. Маки червоні (О. Злотник — В. Герасимов) — 4:20

## Учасники запису
- Антоніна Маренич — спів, маракаси, гармоніка, бубон, бас-гітара
- Світлана Маренич — спів, бубон, гармоніка
- Валерій Маренич — спів, гітара, бонги
- Юрій Винник — звукорежисер
- Микола Кузик — редактор

## Технічна інформація
| Характеристика               | Значення                    |
| ---------------------------- | --------------------------- |
| Запис                        | Стереофонічний              |
| Номінальна частота обертання | 33 об/хв                    |
| Репертуарна група            | 3 (записи естрадної музики) |
| Ціна без упаковки            | 1,90 карбованця             |
| Стандарт                     | ГОСТ 5289-73                |
| Індекс                       | С60-12037-38                |
| Жанр запису                  | Естрада                     |
| Формат                       | 300 мм (гігант)             |